# Goya (métro de Madrid)
Goya est une station des lignes 2 et 4 du métro de Madrid, en Espagne.

## Situation
Sur la ligne 2, la station est située entre Príncipe de Vergara au sud-ouest, en direction de Cuatro Caminos, et Manuel Becerra au nord-est, en direction de Las Rosas.
Sur la ligne 4, elle est située entre Velázquez à l'ouest, en direction de Argüelles et Lista au nord, en direction de Pinar de Chamartín.
Elle est établie sous l'intersection entre les rues d'Alcalá et Goya, dans le quartier de Goya, de l'arrondissement de Salamanca.
Elle possède deux voies et deux quais latéraux sur chaque ligne.

## Dénomination
Elle porte le nom de Francisco de Goya (1746-1828), peintre, l'un des principaux représentants de l'art espagnol.

## Historique
La station est mise en service le 14 juin 1924, lors de l'ouverture à l'exploitation de la première section de la ligne 2 entre les stations Sol et Ventas. Le 17 septembre 1932, une section entre Goya et Diego de León est ouverte. Après Goya, la moitié des rames se dirige vers La Ventas et l'autre vers Diego de León.
Le 23 mars 1944, la première section de la ligne 4 est ouverte à la circulation entre Argüelles et Goya.
Le 2 octobre 1958, le tronçon entre Goya et Diego de León est intégré à la ligne 4.

## Service des voyageurs

### Accueil
La station possède cinq accès équipés d'escaliers et d'escaliers mécaniques, ainsi que trois accès directs par ascenseur depuis l'extérieur. En outre un sixième accès direct au centre commercial voisin est disponible aux horaires d'ouverture de celui-ci.

### Intermodalité
La station est en correspondance avec les lignes de bus no 15, 21, 26, 29, 30, 43, 53, 61, 63, 146, 152, 215, C1, E2, E3, E4, N3, N5 et N7 du réseau EMT.